# Gungvalamasten

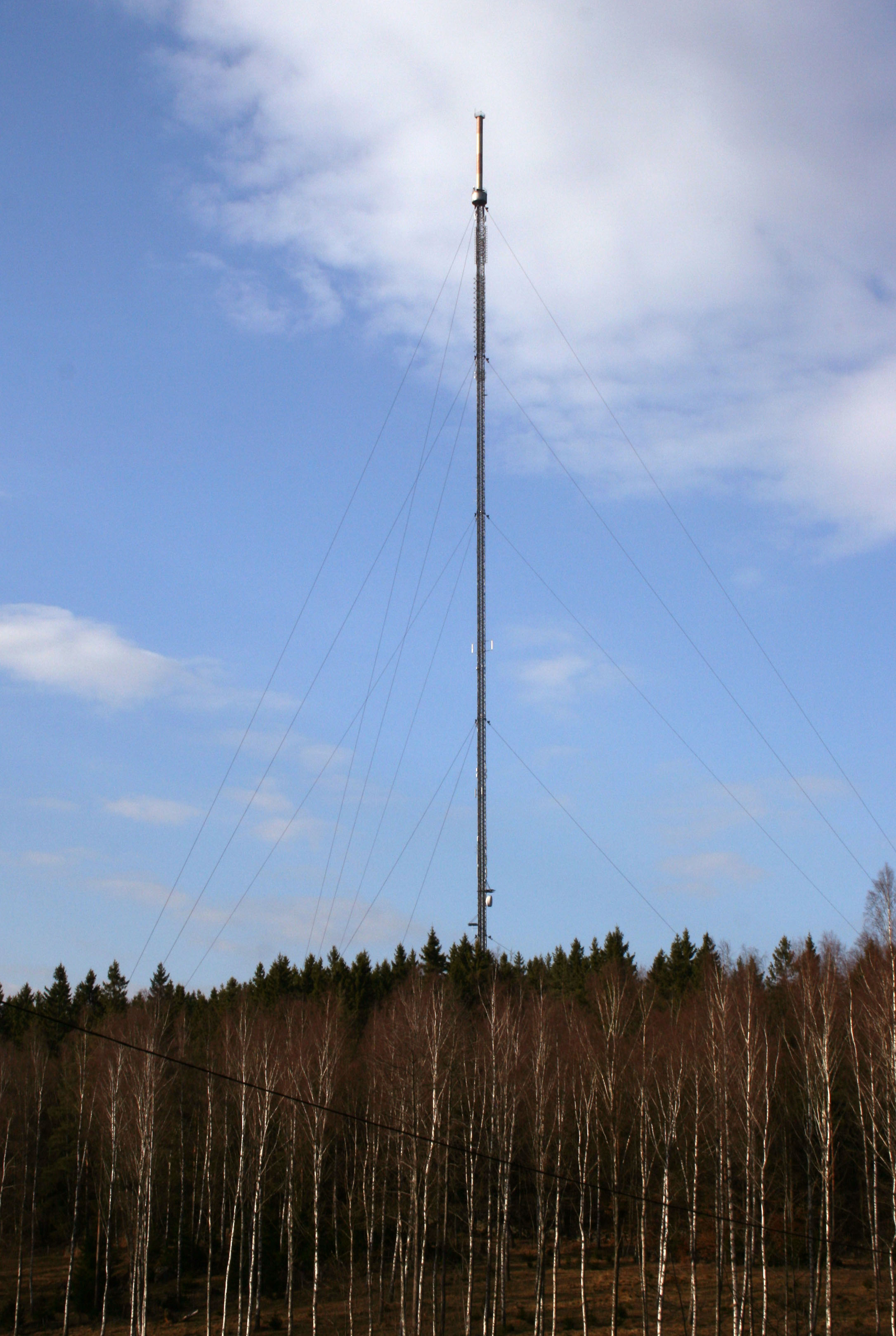
Gungvalamasten

Gungvalamasten är en 336 meter hög TV-mast som står i Gungvala, mellan Asarum och Svängsta i Karlshamns kommun.  
Det finns flera master liknande Gungvalamasten i Sverige. Alla andra är 335 meter. Det var så höga Televerket byggde sina TV-master på 60-talet. Men personalen som jobbade på Gungvalamasten ville att deras mast skulle vara högst, så de byggde på en extra meter.
Toppen av masten befinner sig 406 m ö.h.

## Bilder

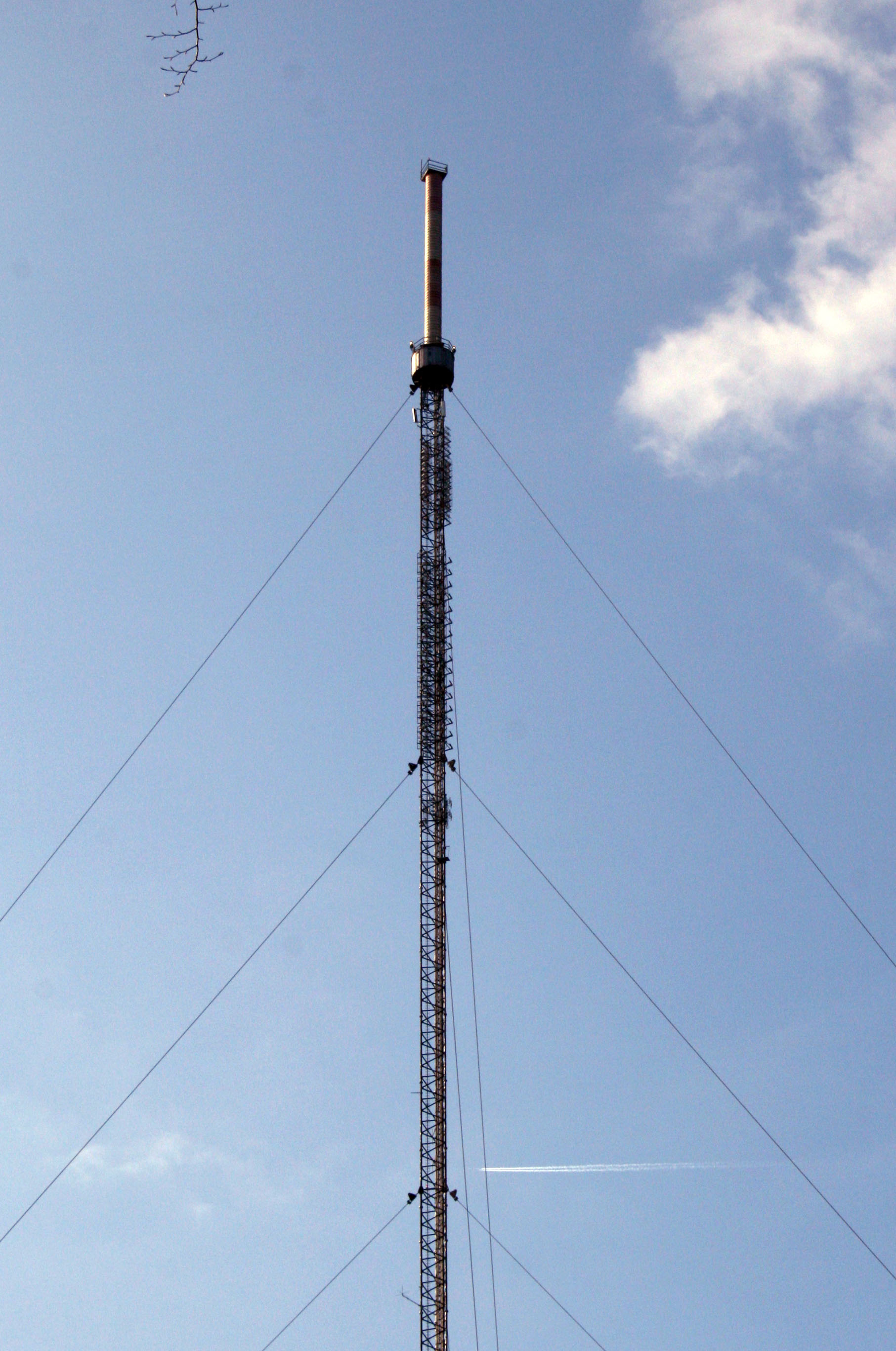
Detalj av toppen med toppspiran
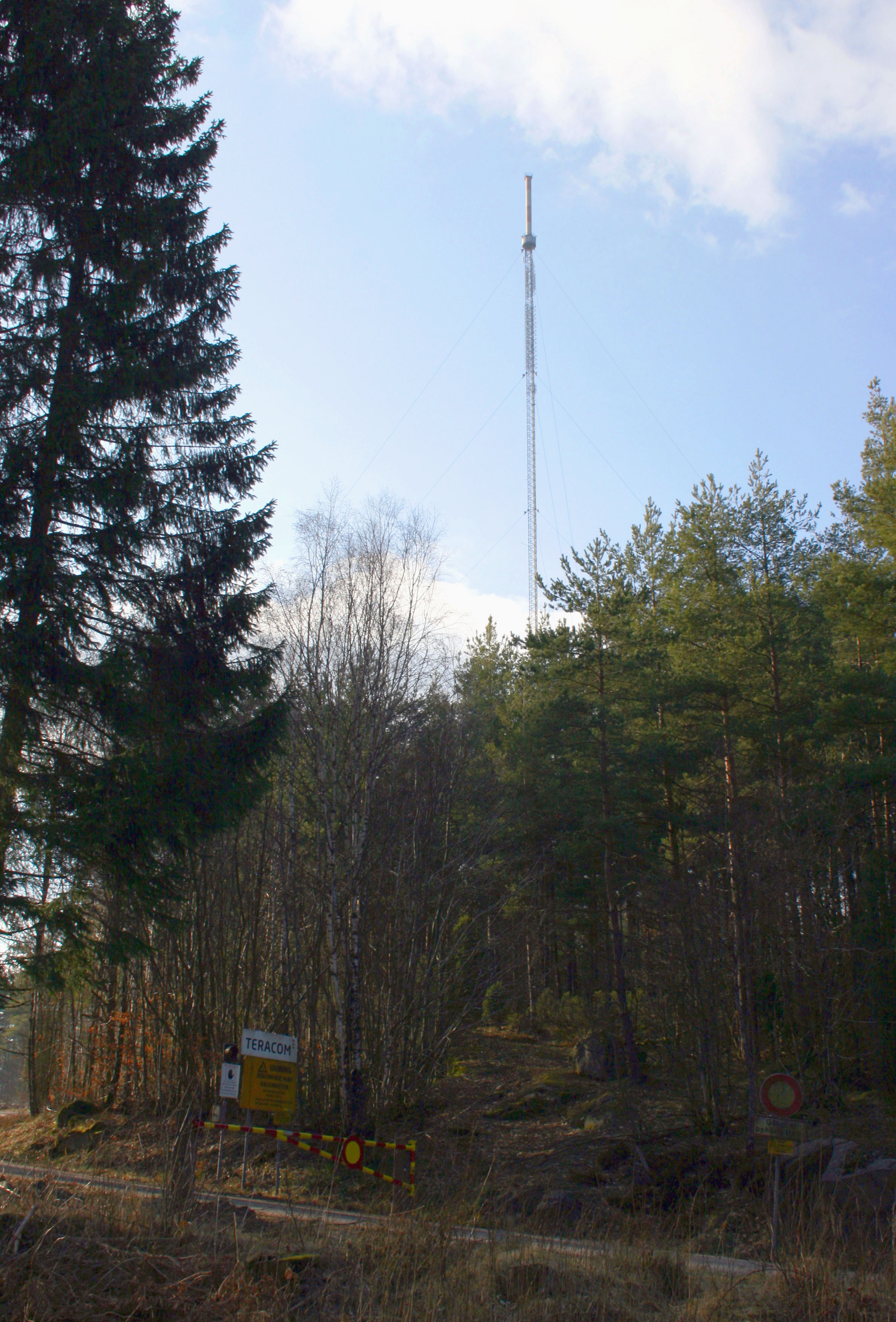
Vägen fram till masten, med varningsskyltar
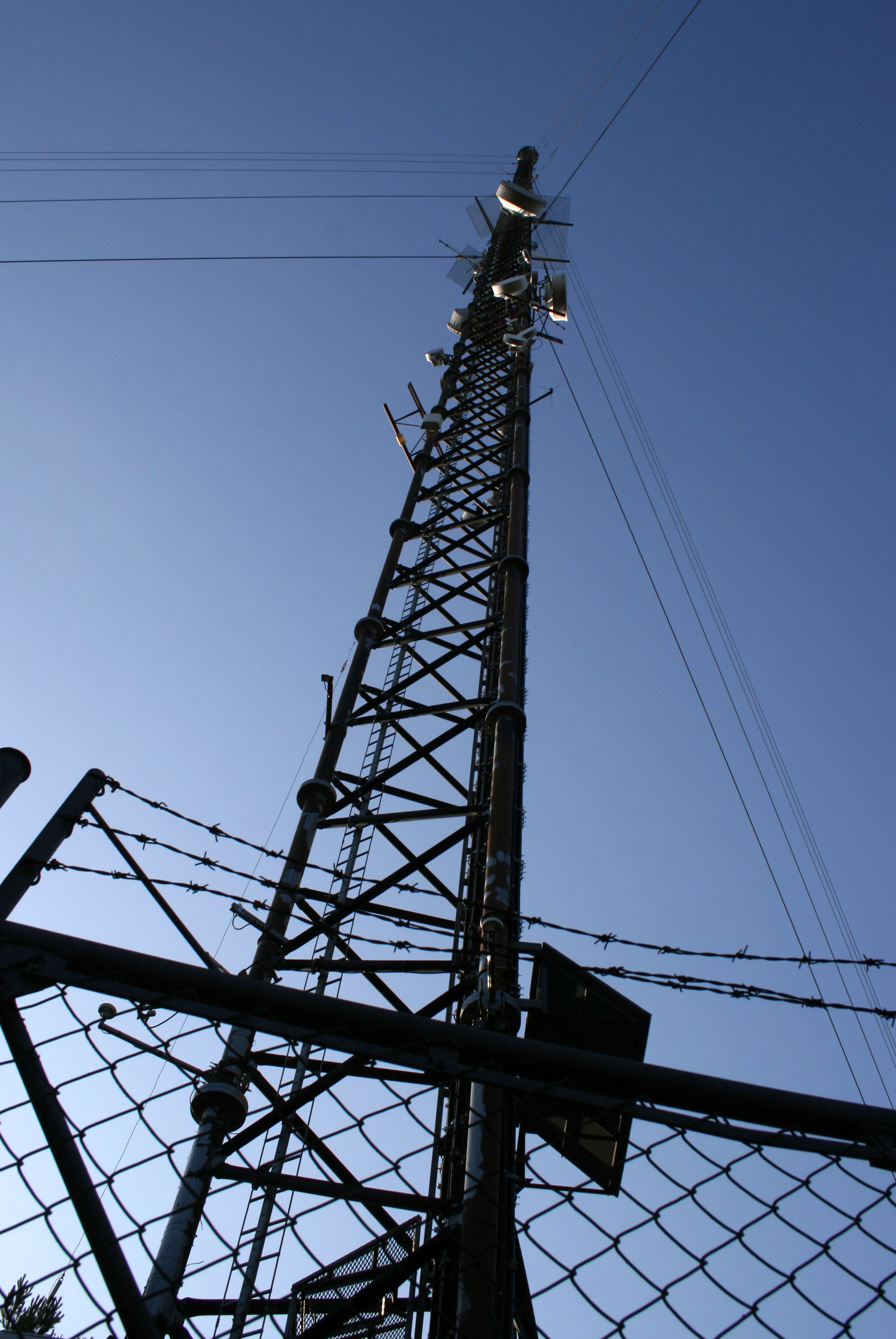
Masten sedd från marken
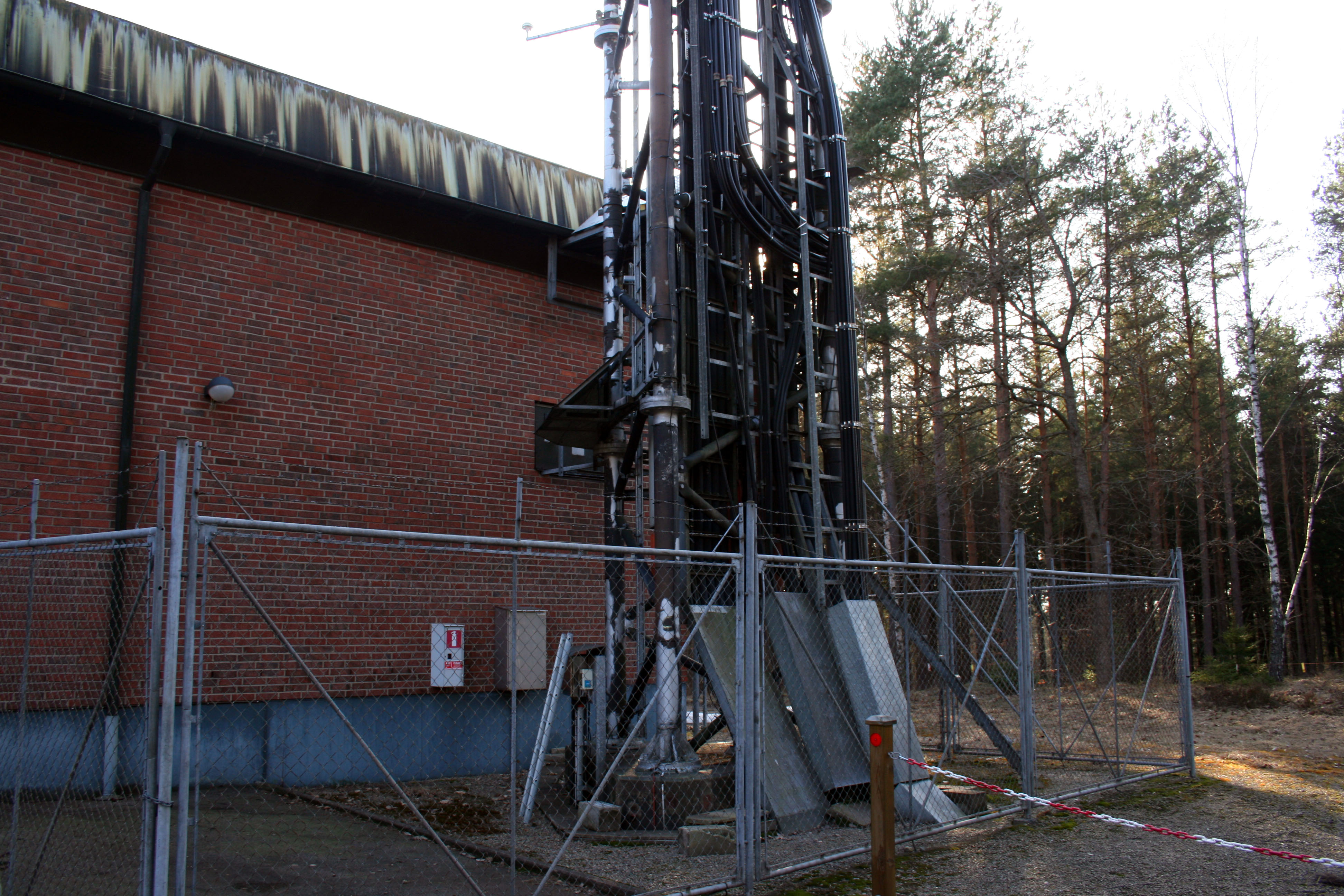
Mastens bas